# Сморгунов, Леонид Владимирович
Леони́д Влади́мирович Сморгуно́в (род. 10 декабря 1950, Донецк) — советский и российский философ и политолог. Доктор философских наук, профессор и заведующий кафедрой политического управления факультета политологии СПбГУ.

## Биография
В 1978 году окончил философский факультет Ленинградского государственного университета, тогда же начал работу в ЛГУ (СПбГУ): ассистент, доцент, профессор. В 1982 году защитил диссертацию на соискание учёной степени кандидата философских наук по теме «Политические интересы в системе управления развитым социалистическим обществом», а в 1990 году — диссертацию на соискание учёной степени доктора философских наук по теме «Советская модель социализма: Социально-политический анализ кризиса и проблемы перестройки». Учёное звание профессора по кафедре политологии присвоено в 1994 году, с 1996 года — заведующий кафедрой социально-политических реформ России (с 1998 года — политического управления) факультета политологии Санкт-Петербургского государственного университета.
Супруга — В. Ю. Сморгунова (род. 1955), доктор философских наук, профессор кафедры теории права и гражданско-правового образования РГПУ имени А. И. Герцена.

## Основные работы

### Монографии, сборники, учебники
- Сморгунов Л.В. Современная сравнительная политология. — М.: Российская политическая энциклопедия (РОССПЭН), 2002. — 472 с. — ISBN 5-8243-0278-2.
- Сморгунов Л.В. Философия и политика. Очерки современной политической философии и российская ситуация. — М.: РОССПЭН, 2007. — 176 с. — ISBN 5-8243-0923-2.
- Государственная политика и управление. Ч. 1: Концепции и проблемы государственной политики и управления / Под ред Л. В. Сморгунова. — М.: РОССПЭН, 2006. — ISBN 5-8243-0597-8.
- Государственная политика и управление. Ч. II. Уровни, технологии, зарубежный опыт государственной политики и управления / Под ред. Л. В. Сморгунова. — М.: РОССПЭН, 2007, 495 с. ISBN 5-8243-0711-3
- Политико-административное управление. Учебник / Под общ. ред. В. С. Комаровского и Л. В. Сморгунова. М.: Изд. РАГС, 2004. — 496 с. ISBN 5-7729-0223-7
- Политико-административные отношения: концепты, практика и качество управления / Под ред. Л. В. Сморгунова. СПб.: Изд. С.-Петерб. ун-та, 2010. 322 с. ISBN 978-5-288-05035-0
- Экстраординарность, случайность и протест в политике: тематическое и методологическое поле сравнительных исследований / Под общ. ред. Л. В. Сморгунова, Е. В. Морозовой. Краснодар: Кубанский гос. университет, 2011. 431 с. ISBN 978-5-8209-0765-4
- Сморгунов Л. В. Сравнительная политология. Учебник. СПб.: Питер, 2012. 448 с. ISBN 978-5-459-01085-5
- GR — связи с государством. Теория, практика и механизмы взаимодействия бизнеса и гражданского общества с государством. Учебное пособие / Под ред. Л. В. Сморгунова и Л. Н. Тимофеевой. — М.: РОССПЭН, 2012. 407 с. ISBN 978-5-8243-1533-2
- Сморгунов Л. В. В поисках управляемости: концепции и трансформации государственного управления в XXI веке. СПб.: Изд. С.-Петерб. ун-та, 2012. — 362 с. ISBN 978-5-288-05293-4
- Сетевой анализ публичной политики / под ред. Л. В. Сморгунова. М.: РГ-Пресс, 2013. — 320 с. ISBN 978-5-9988-0156-3
- Публичные ценности и государственное управление / Под ред. Л. В. Сморгунова, А. В. Волковой. М.: Аспект-Пресс, 2014. — 400 с. ISBN 978-5-7567-0756-4
- Сморгунов Л. В., Шерстобитов А. С. Политические сети: теория и методы анализа. Учебник. М.: Аспект-Пресс, 2014. — 320 с. ISBN 978-5-7567-0751-9
- Российская политическая наука: Идеи, концепции, методы / Под ред. Л. В. Сморгунова. — М. Аспект-Пресс, 2015. — 375 с. ISBN 978-5-7567-0814-1
- Управление публичной политикой / Под ред. Л. В. Сморгунова. — М.: Аспект-Пресс, 2015. — 320 с. ISBN 978-5-7567-0826-4
- Публичная политика: институты, цифровизация, развитие / под ред. Сморгунова Л.В. - М.: Аспект Пресс, 2018, 349 с. ISBN 978-5-7567-1007-6
- Сотрудничество в публичной политике и управлении / Под ред. Сморгунова Л.В. СПб.: Изд. С.-Петерб. ун-та, 2018, 274 с. ISBN 978-5-288-05873-8
- Аутсорсинг политических суждений: проблемы коммуникации на цифровых платформах / под ред. Л.В.Сморгунова. - М.: Политическая энциклопедия (РОССПЭН), 2021, 310 с. ISBN 978-5-8243-2461-7
- Политическая онтология цифровизации и государственная управляемость: Монография / Под ред. Л.В.Сморгунова. - М.: Изд. "Аспект Пресс", 2022, 351 с. ISBN 978-5-7567-1221-6

### Статьи
- Сморгунов Л. В. Сетевой подход к политике и управлению // ПОЛИС: Политические исследования. 2001. № 3.
- Сморгунов Л. В. От электронного государства к электронному правлению: Смена парадигмы // Политическая наука: Сб. научн. тр. № 4: Электронное государство и демократия в начале XXI века / Ред.-сост. А. Н. Кулик, Л. В. Сморгунов. — М.: ИНИОН, 2007, с. 20-49.
- Сморгунов Л. В. Сравнительная политология в поисках новых методологических ориентаций: значат ли что-либо идеи для объяснения политики? // ПОЛИС: [Политические исследования]. 2009. № 1. С. 118—129.
- Сморгунов Л. В. Интеллектуал в политике и необходимость политической философии // Политическая наука. № 4: Идеи и символы в политике: Методологические проблемы и современные исследования / Ред.-сост. О. Ю. Малинова. — М.: ИНИОН, 2009, с. 25-42.
- Сморгунов Л. В. Положение политических наук в Санкт-Петербургском университете в XIX в. // Политическая экспертиза. Политэкс. 2009. № 4. С. 5-19.
- Сморгунов Л. В. «Новые партии», управляемость и потребности инновационной политики в России // Политическая наука. 2010. № 4: Политические партии, демократия и качество государственного управления в современном обществе / Ред. и сост. номера А. Н. Кулик. — С. 191—211.
- Сморгунов Л. В. Событийное знание и его значение для современной сравнительной политологии // ПОЛИС: [Политические исследования]. 2011. № 1. С. 122—133.